# Saint-Avit, Tarn
Saint-Avit là một xã thuộc tỉnh Tarn trong vùng Occitanie ở phía nam nước Pháp. Xã này nằm ở khu vực có độ cao trung bình 180 mét trên mực nước biển.